# Alevtina Kolčina
Alevtína Pávlovna Leont'eva coniugata Kólčina (in russo Алевти́на Па́вловна Леонтьева-Ко́лчина)?; Pavlovsk, 11 novembre 1930 – 1º marzo 2022) è stata una fondista sovietica.
Fu una sciatrice e allenatrice di sci nordico russa che rappresentò l'Unione Sovietica in quattro edizioni dei Giochi Olimpici invernali e diverse edizioni dei campionati mondiali
Dopo la fine della carriera agonistica divenne allenatrice.
Era moglie del fondista Pavel Kolčin ed è madre del combinatista nordico Fëdor, a loro volta sciatori nordici di alto livello per l'URSS.

## Biografia

### Carriera sciistica
In carriera ha partecipato a quattro edizioni dei Giochi olimpici invernali, Cortina d'Ampezzo 1956 (4ª nella 10 km, 2ª nella staffetta), Squaw Valley 1960 (4ª nella 10 km), Innsbruck 1964 (3ª nella 5 km con il tempo di 18:08,4), 7ª nella 10 km, 1ª nella staffetta insieme a Klavdija Bojarskich e Evdokija Mekšilo) e Grenoble 1968 (3ª nella 5 km con il tempo di 16:51,6, 7ª nella 10 km, 3ª nella staffetta insieme a Rita Ačkina e Galina Kulakova) e a quattro dei Campionati mondiali, vincendo otto medaglie (sette ori; tra questi tre nella staffetta: nel 1958 con Rad'ja Erošina e Ljubov' Kozyreva, nel 1962 con Ljubov' Kozyreva e Marija Gusakova e nel 1966 con Klavdija Bojarskich e Rita Ačkina).

### Carriera da allenatrice
Nel 1973, tre anni dopo il ritiro dalle competizioni, si trasferì con il marito a Otepää, in Estonia, dove la coppia allenò le locali squadre di fondo; con il ritorno all'indipendenza delle ex repubbliche sovietiche (1991) lavorarono per la nazionale estone, prima come allenatori e in seguito come consulenti.

## Palmarès

### Olimpiadi
- 5 medaglie, valide anche ai fini iridati:
  - 1 oro (staffetta a Innsbruck 1964)
  - 1 argento (staffetta a Cortina d'Ampezzo 1956)
  - 3 bronzi (5 km a Innsbruck 1964; 5 km, staffetta a Grenoble 1968)

### Mondiali
- 8 medaglie, oltre a quelle conquistate in sede olimpica e valide anche ai fini iridati:
  - 7 ori (10 km, staffetta a Lahti 1958; 5 km, 10 km, staffetta a Zakopane 1962; 5 km, staffetta a Oslo 1966)
  - 1 argento (10 km a Oslo 1966)

### Campionati sovietici
- 17 medaglie[2]:
  - 13 ori (5 km, staffetta nel 1956; 5 km nel 1958; 10 km, staffetta nel 1959; 5 km, staffetta nel 1960; 5 km, 10 km nel 1962; 5 km, 10 km, staffetta nel 1963; 10 km nel 1964)[1]
  - 2 argenti[2] (5 km nel 1954; 10 km nel 1970)[1]
  - 2 bronzi[2] (staffetta nel 1954; 5 km nel 1970)[1]

## Riconoscimenti
Nel 1963 fu insignita della medaglia Holmenkollen, che quell'anno fu assegnata anche al marito Pavel; si trattò della coppia più vittoriosa nella storica dello sci di fondo e l'unica a essere insignita del prestigioso riconoscimento.